# بيتر ديلون
بيتر ديلون (بالفرنسية: Peter Dillon)‏ هو مستكشف فرنسي، ولد في 15 يونيو 1788 في مارتينيك في فرنسا، وتوفي في 9 فبراير 1847 في باريس في فرنسا.